# Gran Premio del Mediterraneo (ciclismo)

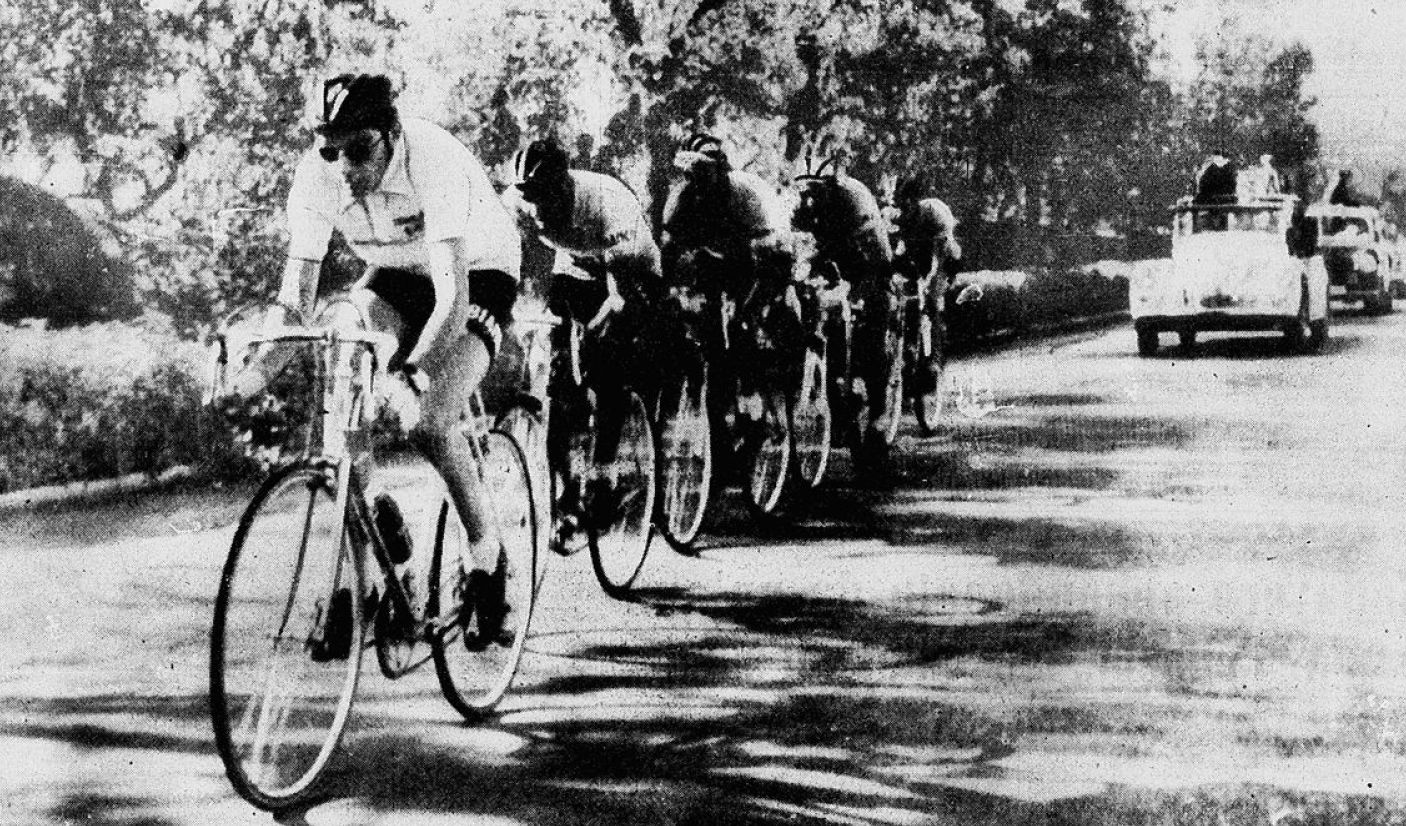
Una fase della corsa

Il Gran Premio del Mediterraneo era una corsa a tappe maschile di ciclismo su strada, che si svolse nell'Italia meridionale nel 1952.

## Storia
Venne organizzata da La Gazzetta dello Sport e si trattò di una sorta di piccolo Giro ideato per il sud, dove raramente giungeva il Giro d'Italia. Fu disputato una sola volta, nel mese di novembre del 1952 e, nonostante il successo di pubblico, non fu più riproposto per le difficoltà di poterlo inserire nel calendario ciclistico.
All'unica edizione parteciparono campioni quali Fausto Coppi, Gino Bartali, Fiorenzo Magni, Giancarlo Astrua, Pasquale Fornara, Louison Bobet, Ferdy Kubler. Coppi indossò subito la maglia rosa, vincendo in volata la prima tappa Napoli-Foggia e consolidò il primato vincendo la tappa a cronometro a squadre con la formazione della Bianchi (era la prima volta che si disputava simile prova), ed infine la tappa Catania-Siracusa a cronometro individuale, battendo il campione francese Luison Bobet. Giancarlo Astrua vinse la tappa di Enna, con arrivo in salita. Il siciliano Giovanni Corrieri, detto "Giovannino", si aggiudicò in volata la tappa conclusiva, con arrivo a Palermo.

## Albo d'oro
Aggiornato all'edizione 1952.
| Anno | Vincitore    | Secondo        | Terzo            |
| ---- | ------------ | -------------- | ---------------- |
| 1952 | Fausto Coppi | Fiorenzo Magni | Giuseppe Minardi |